# Echemoides rossi
Echemoides rossi Platnick & Shadab, 1979 è un ragno appartenente alla famiglia Gnaphosidae.

## Etimologia
Il nome proprio deriva dal collezionista E.S. Ross, che raccolse gli esemplari il 27 novembre 1950 nella località tipo.

## Caratteristiche
Il maschio può essere riconosciuto dal tegulum dei pedipalpi che presenta poche creste laterali e dall'apofisi tibiale retrolaterale che presenta tre dentelli distalmente. Gli esemplari femminili sono stati rinvenuti nel 1983 ed hanno l'epigino dotato di creste nell'angolo anteriore della parte posterolaterale. .
L'olotipo maschile più grande rinvenuto ha lunghezza totale è di 9,27mm; la lunghezza del cefalotorace è di 4,03mm; e la larghezza è di 3,11mm.

## Distribuzione
La specie è stata reperita nel Cile centrale: nei dintorni di Zapallar, appartenente alla provincia di San Felipe de Aconcagua; esemplari maschili e femminili sono stati rinvenuti 6 chilometri ad ovest di Nogales Artificio, nella parte settentrionale della regione di Valparaíso.

## Tassonomia
Al 2015 non sono note sottospecie e dal 1983 non sono stati esaminati nuovi esemplari